# アラビア文字拡張B
アラビア文字拡張B（アラビアもじかくちょうB、英語: Arabic Extended-B）は、Unicodeの21個目のブロック。

## 解説
アラビア文字のうち、アラビア文字、アラビア文字補助、アラビア文字拡張Aのいずれのブロックにも含まれていない、主に北西アフリカ地域（リビア、チュニジア、アルジェリア、モロッコなど）においてイスラム教の聖典であるクルアーンの記述に用いられる文字や、東欧のボスニア・ヘルツェゴビナなどで話されるボスニア語の旧正書法、インドネシアで話されるジャワ語やスンダ語でかつて用いられていたアラビア文字による記法、ペゴン文字において用いられる文字などを収録している。
通常のアラビア文字同様に子音字のみを記述するアブジャドで、右から左に横書き（右横書き）し、単語の位置によって独立形・語頭形・語中形・語末形の4つの形状に変化する。なお、文字の語内位置による字形変化を説明する場合はゼロ幅接合子(U+200D; ZWJ)を用いることで、その字形を表現することができる。例えばU+0889 ࢉの語中形は‍ࢉ‍U+200D U+0889 U+200Dの形で表すことができる。
また、クルアーン表記用の結合記号も含まれている。

本ブロックはUnicodeのバージョン14.0で初めて追加された。

## 収録文字
| コード                   | 文字 （独立形） | 文字名（英語）                                                    | 語頭形 | 語中形 | 語末形 | 用例・説明 |
| ------------------------ | --------------- | ----------------------------------------------------------------- | ------ | ------ | ------ | --- |
| クルアーン正書法用の追加 |                 |                                                                   |        |        |        | |
| U+0870                   | ࡰ               | ARABIC LETTER ALEF WITH ATTACHED FATHA                            |        |        |        | これらの文字は北西アフリカ地域のクルアーンにおいて、発音上で接続 (wasl) または切断 (ghat’) の選択肢がある場合に用いられる朗唱記号で、通常一つの正書法内ではこれらのうち3つか4つの文字が弁別に用いられる。 |
| U+0871                   | ࡱ               | ARABIC LETTER ALEF WITH ATTACHED TOP RIGHT FATHA                  |        |        |        | これらの文字は北西アフリカ地域のクルアーンにおいて、発音上で接続 (wasl) または切断 (ghat’) の選択肢がある場合に用いられる朗唱記号で、通常一つの正書法内ではこれらのうち3つか4つの文字が弁別に用いられる。 |
| U+0872                   | ࡲ               | ARABIC LETTER ALEF WITH RIGHT MIDDLE STROKE                       |        |        |        | これらの文字は北西アフリカ地域のクルアーンにおいて、発音上で接続 (wasl) または切断 (ghat’) の選択肢がある場合に用いられる朗唱記号で、通常一つの正書法内ではこれらのうち3つか4つの文字が弁別に用いられる。 |
| U+0873                   | ࡳ               | ARABIC LETTER ALEF WITH LEFT MIDDLE STROKE                        |        |        |        | これらの文字は北西アフリカ地域のクルアーンにおいて、発音上で接続 (wasl) または切断 (ghat’) の選択肢がある場合に用いられる朗唱記号で、通常一つの正書法内ではこれらのうち3つか4つの文字が弁別に用いられる。 |
| U+0874                   | ࡴ               | ARABIC LETTER ALEF WITH ATTACHED KASRA                            |        |        |        | これらの文字は北西アフリカ地域のクルアーンにおいて、発音上で接続 (wasl) または切断 (ghat’) の選択肢がある場合に用いられる朗唱記号で、通常一つの正書法内ではこれらのうち3つか4つの文字が弁別に用いられる。 |
| U+0875                   | ࡵ               | ARABIC LETTER ALEF WITH ATTACHED BOTTOM RIGHT KASRA               |        |        |        | これらの文字は北西アフリカ地域のクルアーンにおいて、発音上で接続 (wasl) または切断 (ghat’) の選択肢がある場合に用いられる朗唱記号で、通常一つの正書法内ではこれらのうち3つか4つの文字が弁別に用いられる。 |
| U+0876                   | ࡶ               | ARABIC LETTER ALEF WITH ATTACHED ROUND DOT ABOVE                  |        |        |        | Warsh（ワルシュ）式或いはQaloon（カルーン）/al-Dani（アル・ダニ ）式のクルアーンで、通常単語として記述する際には書かれないが朗唱時に発音上現れるハムザ(ء)を表すために用いられる。 |
| U+0877                   | ࡷ               | ARABIC LETTER ALEF WITH ATTACHED RIGHT ROUND DOT                  |        |        |        | Warsh（ワルシュ）式或いはQaloon（カルーン）/al-Dani（アル・ダニ ）式のクルアーンで、通常単語として記述する際には書かれないが朗唱時に発音上現れるハムザ(ء)を表すために用いられる。 |
| U+0878                   | ࡸ               | ARABIC LETTER ALEF WITH ATTACHED LEFT ROUND DOT                   |        |        |        | Warsh（ワルシュ）式或いはQaloon（カルーン）/al-Dani（アル・ダニ ）式のクルアーンで、通常単語として記述する際には書かれないが朗唱時に発音上現れるハムザ(ء)を表すために用いられる。 |
| U+0879                   | ࡹ               | ARABIC LETTER ALEF WITH ATTACHED ROUND DOT BELOW                  |        |        |        | Warsh（ワルシュ）式或いはQaloon（カルーン）/al-Dani（アル・ダニ ）式のクルアーンで、通常単語として記述する際には書かれないが朗唱時に発音上現れるハムザ(ء)を表すために用いられる。 |
| U+087A                   | ࡺ               | ARABIC LETTER ALEF WITH DOT ABOVE                                 |        |        |        | リビアのトリポリにおけるQaloon（カルーン）式クルアーンでは、上記のROUND DOT付きの文字の代わりにこちらが用いられる。 |
| U+087B                   | ࡻ               | ARABIC LETTER ALEF WITH ATTACHED TOP RIGHT FATHA AND DOT ABOVE    |        |        |        | リビアのトリポリにおけるQaloon（カルーン）式クルアーンでは、上記のROUND DOT付きの文字の代わりにこちらが用いられる。 |
| U+087C                   | ࡼ               | ARABIC LETTER ALEF WITH RIGHT MIDDLE STROKE AND DOT ABOVE         |        |        |        | リビアのトリポリにおけるQaloon（カルーン）式クルアーンでは、上記のROUND DOT付きの文字の代わりにこちらが用いられる。 |
| U+087D                   | ࡽ               | ARABIC LETTER ALEF WITH ATTACHED BOTTOM RIGHT KASRA AND DOT ABOVE |        |        |        | リビアのトリポリにおけるQaloon（カルーン）式クルアーンでは、上記のROUND DOT付きの文字の代わりにこちらが用いられる。 |
| U+087E                   | ࡾ               | ARABIC LETTER ALEF WITH ATTACHED TOP RIGHT FATHA AND LEFT RING    |        |        |        | リビアのトリポリにおけるQaloon（カルーン）式クルアーンでは、上記のROUND DOT付きの文字の代わりにこちらが用いられる。 |
| U+087F                   | ࡿ               | ARABIC LETTER ALEF WITH RIGHT MIDDLE STROKE AND LEFT RING         |        |        |        | リビアのトリポリにおけるQaloon（カルーン）式クルアーンでは、上記のROUND DOT付きの文字の代わりにこちらが用いられる。 |
| U+0880                   | ࢀ               | ARABIC LETTER ALEF WITH ATTACHED BOTTOM RIGHT KASRA AND LEFT RING |        |        |        | リビアのトリポリにおけるQaloon（カルーン）式クルアーンでは、上記のROUND DOT付きの文字の代わりにこちらが用いられる。 |
| U+0881                   | ࢁ               | ARABIC LETTER ALEF WITH ATTACHED RIGHT HAMZA                      |        |        |        | 北西アフリカの一部の聖典で、ハムザ付アリフの後に母音[u]を表すダンマが続く場合に用いられる。通常の他の正書法では代わりにU+0623 أ ALEF WITH HAMZA ABOVEが用いられる。 通常の字母アリフ(ا)と同様に、ラーム(ﻝ)と共に合字ラーム・アリフ(لا)を形成する。この際、通常の中東における正書法では右側の線がラーム、左側の線がアリフ（発音の順序と同じ）として扱われるが、北西アフリカ地域ではその逆で右側がアリフ、左側がラームと看做されるため右側の線の方にハムザがくっついた形となる。 |
| U+0882                   | ࢂ               | ARABIC LETTER ALEF WITH ATTACHED LEFT HAMZA                       |        |        |        | Warsh（ワルシュ）式のクルアーンでU+0881と同様の用途で使用される。書体によって後続のダンマがアリフ部分に付く場合と、ハムザ(ء)の上に付く場合がある。 |
| U+0883                   | ࢃ               | ARABIC TATWEEL WITH OVERSTRUCK HAMZA                              |        |        |        | 独特の方法で骨組みが書かれる単語「liyasu’u」の、書かれていないワーウ(و)と書かれていないハムザ(ء)を表すために用いられる。これらはタットウィール(カシーダ)と同様に前後で結合を引き起こす文字であり、全体的な形状を変えることなく両側に接続する。 |
| U+0884                   | ࢄ               | ARABIC TATWEEL WITH OVERSTRUCK WAW                                |        |        |        | 独特の方法で骨組みが書かれる単語「liyasu’u」の、書かれていないワーウ(و)と書かれていないハムザ(ء)を表すために用いられる。これらはタットウィール(カシーダ)と同様に前後で結合を引き起こす文字であり、全体的な形状を変えることなく両側に接続する。 |
| U+0885                   | ࢅ               | ARABIC TATWEEL WITH TWO DOTS BELOW                                |        |        |        | リビアのトリポリにおけるQaloon（カルーン）/al-Dani（アル・ダニ ）式クルアーンで、下記のU+0886の代わりに用いられる記号。通常の字母ヤー(ي)と異なり文字の先頭の出っ張りが書かれず、タイポグラフィ上はタットウィール(カシーダ)の下に二つの点が書かれたような形となる。 |
| U+0886                   | ࢆ               | ARABIC LETTER THIN YEH                                            |        |        |        | 語末形や独立形は判明していない。 元の写本には書かれていなかったが朗唱時に読みやすくするために挿入された子音[j]を頭子音に持つ音節が挿入されていることを表す記号。通常の字母ヤー(ي)よりも細いペンで書かれる。原文に忠実であり続けるように努める他の正書法においては、U+06E6 ۦ ARABIC SMALL YEHで書かれることもある。 |
| U+0887                   | ࢇ               | ARABIC BASELINE ROUND DOT                                         |        |        |        | musahhala hamza ムサハラ・ハムザと呼ばれる記号で、ハムザが正式に文字として書かれていないが、ハムザが書かれているように（ただし、オランダのライデン大学の助教授Marijn van Puttenによると、声門破裂音[ʔ]としてではなく頭子音を伴わない単独の母音の音節がそこにあるように）発音することを表す記号。 |
| U+0888                   | ࢈               | ARABIC RAISED ROUND DOT                                           |        |        |        | U+06EC ۬ ARABIC ROUNDED HIGH STOP WITH FILLED CENTRE及びU+065C ٜ ARABIC VOWEL SIGN DOT BELOWと並行して用いられ、字母アリフ(ا)の中央の高さに書かれる記号。 |
| ボスニア語正書法用の追加 |                 |                                                                   |        |        |        | |
| U+0889                   | ࢉ               | ARABIC LETTER NOON WITH INVERTED SMALL V                          | ࢉ‍      | ‍ࢉ‍       | ‍ࢉ       | 子音[ɲ]を表す。現在のボスニア語におけるラテン文字表記では"nj"と書かれる。 |
| U+088A                   | ࢊ               | ARABIC LETTER HAH WITH INVERTED SMALL V BELOW                     | ࢊ‍      | ‍ࢊ       | ‍ࢊ       | 子音[t͡ɕ]を表す。現在のボスニア語におけるラテン文字表記では"ć"と書かれる。 |
| ペゴン文字正書法用の追加 |                 |                                                                   |        |        |        | |
| U+088B                   | ࢋ               | ARABIC LETTER TAH WITH DOT BELOW                                  | ࢋ‍      | ‍ࢋ‍       | ‍ࢋ       | ジャワ語用のペゴン文字、マダガスカル語旧正書法(ソラベ文字) 子音[ʈ]を表す。 |
| U+088C                   | ࢌ               | ARABIC LETTER TAH WITH THREE DOTS BELOW                           | ࢌ‍      | ‍ࢌ‍       | ‍ࢌ       | ジャワ語用のペゴン文字におけるU+088B ࢋの異体字。 子音[ʈ]を表す。 |
| U+088D                   | ࢍ               | ARABIC LETTER KEHEH WITH TWO DOTS VERTICALLY BELOW                | ࢍ‍      | ‍ࢍ‍       | ‍ࢍ       | スンダ語用のペゴン文字 子音[ɡ]を表す。 |
| 省略記号                 |                 |                                                                   |        |        |        | |
| U+088E                   | ࢎ               | ARABIC VERTICAL TAIL                                              |        |        |        | イランの初期の活版印刷のテキストで略語を示すために使用された記号。ラテン文字などにおける省略記号としてのピリオド(.)に相当する。語末形のみが判明している。 |
| 上部に合成される通貨記号 |                 |                                                                   |        |        |        | |
| U+0890                   | ࢐                | ARABIC POUND MARK ABOVE                                           |        |        |        | エジプト・ポンドの通貨記号。 |
| U+0891                   | ࢑                | ARABIC PIASTRE MARK ABOVE                                         |        |        |        | エジプト・ピアストルの通貨記号。 |
| クルアーン正書法用の追加 |                 |                                                                   |        |        |        | |
| U+0898                   | ◌࢘               | ARABIC SMALL HIGH WORD AL-JUZ                                     |        |        |        | |
| U+0899                   | ◌࢙               | ARABIC SMALL LOW WORD ISHMAAM                                     |        |        |        | |
| U+089A                   | ◌࢚               | ARABIC SMALL LOW WORD IMAALA                                      |        |        |        | |
| U+089B                   | ◌࢛               | ARABIC SMALL LOW WORD TASHEEL                                     |        |        |        | |
| U+089C                   | ◌࢜               | ARABIC MADDA WAAJIB                                               |        |        |        | |
| U+089D                   | ◌࢝               | ARABIC SUPERSCRIPT ALEF MOKHASSAS                                 |        |        |        | Qaloon（カルーン）/al-Dani（アル・ダニ ）式のクルアーンで、単語の読み方に相違や疑問がある場合を示すために用いられる記号。 |
| U+089E                   | ◌࢞               | ARABIC DOUBLED MADDA                                              |        |        |        | チュニジアのチュニスにおけるQaloon（カルーン）式のクルアーンおいて、マッダで表される長母音[ʔaː]の長さの違いを表すために通常のマッダ(U+0653 ٓ ARABIC MADDAH ABOVE)とセットで用いられる記号。 |
| U+089F                   | ◌࢟               | ARABIC HALF MADDA OVER MADDA                                      |        |        |        | U+089Eと同様の用途で用いられるが、直後に休止(waqf)が続く場合にのみ用いられる。 |

## 小分類
このブロックの小分類は「クルアーン正書法用の追加」（Additions for Quranic orthographies）、「ボスニア語正書法用の追加」（Additions for Bosnian orthographies）、「ペゴン文字正書法用の追加」（Additions for Pegon orthographies）、「省略記号」（Abbreviation mark）、「上部に合成される通貨記号」（Supertending currency symbols）の5つとなっている。本ブロックでは、Unicodeのバージョン更新時の文字追加が隙間を埋める形で行われた影響で、同一の小分類に属する文字が飛び飛びの符号位置に割り当てられていることがある。

### クルアーン正書法用の追加（Additions for Quranic orthographies）
この小分類にはアラビア文字のうち、主に北西アフリカにおけるクルアーンの正書法で用いられるものが収録されている。Unicodeのバージョン14.0で本ブロックと共に追加された。

### ボスニア語正書法用の追加（Additions for Bosnian orthographies）
この小分類にはアラビア文字のうち、東欧のボスニア・ヘルツェゴビナなどで話されるボスニア語の表記にかつて用いられていた文字が収録されている。Unicodeのバージョン14.0で本ブロックと共に追加された。

### ペゴン文字正書法用の追加（Additions for Pegon orthographies）
この小分類にはアラビア文字のうち、インドネシアで話されるジャワ語及びスンダ語においてかつて使われたペゴン文字と呼ばれる記法で用いられる文字を収録している。Unicodeのバージョン14.0で本ブロックと共に追加された。

### 省略記号（Abbreviation mark）
この小分類にはイランの文献において用いられた省略記号1文字のみが収録されている。Unicodeのバージョン14.0で本ブロックと共に追加された。

### 上部に合成される通貨記号（Supertending currency symbols）
この小分類にはエジプトにおいて、アラビア・インド数字で表記された数値の上に書かれる、通貨単位のエジプト・ポンドやその補助通貨単位であるエジプト・ピアストルによる金額表記に用いられる結合記号2種類が収録されている。Unicodeのバージョン14.0で本ブロックと共に追加された。

## 文字コード
| アラビア文字拡張B(Arabic Extended-B)[1] Official Unicode Consortium code chart (PDF) |   |   |   |   |   |   |   |   |   |   |   |   |   |   |   |   |
|                                                                                      | 0 | 1 | 2 | 3 | 4 | 5 | 6 | 7 | 8 | 9 | A | B | C | D | E | F |
| U+087x                                                                               | ࡰ | ࡱ | ࡲ | ࡳ | ࡴ | ࡵ | ࡶ | ࡷ | ࡸ | ࡹ | ࡺ | ࡻ | ࡼ | ࡽ | ࡾ | ࡿ |
| U+088x                                                                               | ࢀ | ࢁ | ࢂ | ࢃ | ࢄ | ࢅ | ࢆ | ࢇ | ࢈ | ࢉ | ࢊ | ࢋ | ࢌ | ࢍ | ࢎ |   |
| U+089x                                                                               | ࢐  | ࢑  |   |   |   |   |   |   | ࢘  | ࢙  | ࢚  | ࢛  | ࢜  | ࢝  | ࢞  | ࢟  |
| 注釈 1.^バージョン15.1時点                                                           |   |   |   |   |   |   |   |   |   |   |   |   |   |   |   |   |

## 履歴
以下の表に挙げられているUnicode関連のドキュメントには、このブロックの特定の文字を定義する目的とプロセスが記録されている。
| バージョン | コードポイント          | 文字数 | L2 ID     | ドキュメント |
| ---------- | ----------------------- | ------ | --------- | --- |
| 14.0       | U+0898..089C            | 5      |           | (to be determined) |
| 14.0       | U+0870..0888,089D..089F | 28     | L2/19-306 | Roozbeh Pournader; Deborah Anderson (29 September 2019), Arabic additions for Quranic orthographies (英語)                          |
| 14.0       | U+0870..0888,089D..089F | 28     | L2/19-393 | Azzeddine Lazrek (4 December 2019), Comments about "Arabic additions for Quranic orthographies" proposition (英語)                  |
| 14.0       | U+0870..0888,089D..089F | 28     | L2/20-041 | Yannis Haralambous (9 January 2020), Comments on L2/19-306 Arabic additions for Quranic orthographies (英語)                        |
| 14.0       | U+0889..088A            | 2      | L2/19-339 | Denis Moyogo Jacquerye (13 May 2020), Proposal to encode Bosnian Arabic characters (英語)                                           |
| 14.0       | U+088B..088D            | 3      | L2/19-340 | Denis Moyogo Jacquerye (13 May 2020), Proposal to encode Javanese and Sundanese Arabic characters (英語)                            |
| 14.0       | U+088E                  | 1      | L2/20-071 | Roozbeh Pournader; Borna Izadpanah (1 May 2020), Proposal to encode an Arabic tail character used for abbreviation (revised) (英語) |
| 14.0       | U+0890..0891            | 2      | L2/20-245 | Khaled Hosny; Roozbeh Pournader (28 September 2020), Proposal to encode three Arabic symbols (英語)                                 |
| 1.         |                         |        |           | |